# プティ・セントビンセント島
プティ・セントビンセント島（Petit St.Vincent、PSV）は、西インド諸島中南部のグレナディーン諸島最南端にあるセントビンセント・グレナディーン領の小さな島である。面積は約0.4km2。私所有のこの小島は、美しい白いビーチに囲まれ、内陸は起伏する丘になっており、マルニ・ヒル山（275m）が島の最高峰である。22個の石造りの豪華なロッジがあり、世界でも有数の隠れリゾート地となっている。なお、島には電話もテレビも無い。